# Trónok harca (6. évad)
A Trónok harca című amerikai fantasy-drámasorozat hatodik évadja az Amerikai Egyesült Államokban 2016. április 24-én indult a HBO televíziós csatornán, a befejező epizód június 26-án került adásba. Magyarországon egy napos csúszással, április 25-én debütált és június 27-én fejeződött be. A korábbi évadokhoz hasonlóan a hatodik évad is tíz darab, egyenként kb. 50-60 perces epizódból áll.
Az évad nagyrészt olyan eseményeket mutat be, melyek nem találhatóak meg George R. R. Martin amerikai írónak a sorozat alapjául szolgáló regényfolyamában, A tűz és jég dalában. Martin azonban előkészületben lévő regényeiből megosztott a sorozat producereivel bizonyos részleteket, melyeket beemeltek a televíziós sorozatba. A sorozat többi évadjához hasonlóan a hatodik évadot is David Benioff és D. B. Weiss producerek adaptálták képernyőre. A HBO 2014. április 8-án rendelte meg az évad elkészítését, az ötödik évaddal egyidőben. A hatodik évad forgatása 2015 júliusában kezdődött, főként észak-írországi, spanyol, horvát, izlandi és kanadai helyszíneken. Az egyes epizódok költségvetése meghaladta a tízmillió dollárt.
Az évad a korábbi epizódok visszatérő szereplői – többek között Peter Dinklage, Nikolaj Coster-Waldau, Lena Headey, Emilia Clarke és Kit Harington – mellett új vendégszereplőket is felvonultat, köztük Max von Sydowt, Pilou Asbæk-et és Essie Davist.

## Összefoglaló
Deresből történő szökése után Sansa a Falhoz utazik, míg Theon Greyjoy visszatér a Vas-szigetekre. Deresben Ramsay Bolton átveszi az uralmat apja, Roose Bolton, mostohaanyja, Walda Bolton és annak újszülött gyermeke, saját féltestvére meggyilkolásával. A Falnál Melisandre feltámasztja Havas Jont, aki találkozik Sansával. Sereget toboroznak Deres visszafoglalására és a Völgy lovagjainak segítségével egy csatában legyőzik a Bolton sereget, megölik Ramsayt és Jont Észak Királyává kiáltják ki.
A Falon túl Bran a Háromszemű Hollóvá válás érdekében gyakorolja látnoki képességeit, de magára vonja az Éjkirály figyelmét, aki seregével megtámadja Brant és segítőit. Bran és Meera Benjen Starknak köszönhetően életben marad. Brannek látomása támad, melyből megtudja, hogy Jon valójában nem Ned Stark törvénytelen gyermeke, hanem Lyanna Stark és Rhaegar Targaryen szerelméből fogant.
Királyvárban Jaime Lannister és a Tyrellek seregei megpróbálják kiszabadítani Margaeryt és Lorast, de Margaery behódol a Főveréb előtt és Tommen is szövetséget köt a Hit embereivel. Loras és Cersei tárgyalása során Cersei futótűz segítségével porig égeti Baelor Szentélyét és megöli a tárgyaláson egybegyűlteket, köztük Főverebet, Margaeryt, Lorast, Mace-t, Kevant és Lancelt; az eseményeket látva Tommen öngyilkos lesz. A riválisok nélkül maradt Cerseit királynővé koronázzák. Homok Ellaria és Oberyn Martell három lánya megöli Doran és Trystan Martellt és átveszi a hatalmat Dorne-ban. Varys közbenjárásával a családját Cersei miatt elveszítő Olenna találkozik Ellariával és megtárgyalják csatlakozásukat a Targaryenekhez.
Braavosban Arya folytatja az edzést, hogy Arcnélküli Emberré válhasson és hamarosan visszanyeri látását. Amikor nem hajlandó végrehajtani egy bérgyilkos küldetést, az Árva feladata lesz Arya megölése, de küzdelmükben Arya marad életben. Arya kijelenti mesterének, hogy nem tagadja meg származását, és Starkként visszatér Westerosba.
Folyóvidéken a súlyos sérüléseiből felépült Véreb a Lobogó Nélküli Testvériség nyomába ered, akik megölték az őt megmentő kommuna összes lakóját. Rátalál Beric Dondarrion nagyúrra, aki épp kivégzi a gyilkosságokat elkövető, árulóvá vált embereit. Berric arra kéri a Vérebet, csatlakozzon az Észak felé utazó Testvériséghez. Jaime Lannister visszafoglalja Zúgó várát és  megadásra kényszeríti Edmure Tullyt, a Feketehal viszont haláláig harcol. Walder Frey győzelmi lakomát tart, de Arya megöli őt.
Samwell Tarly, Gilly és a lány gyermeke Óvárosba utazik, hogy Sam mesterré válhasson, útközben pedig meglátogatják Sam családját.
Essosban Daenerys Targaryen Khal Moro fogságába esik, aki a khalok elé viszi a lányt. Daenerys mindannyiukkal végez és uralma alá hajtja a dothraki harcosokat. Tyrion Lannister rövidéletű békét köt Meereenben, majd Daenerys a sárkányaival felégeti a rabszolgakereskedő mesterek hajóit, ezzel végső győzelmet aratva felettük. Yara és Theon megérkezik és szövetséget köt Daeneryssel, miután Euron Greyjoy megölte apjukat és magához ragadta a hatalmat a Vas-szigeteken. Jorah Mormont elbúcsúzik Daenerystől, hogy gyógymódot találjon a szürkehámra, Daario parancsnokként Meereenben marad, míg Daenerys szövetségeseivel Westerosba hajózik.

## Epizódok listája
| Sor. | Év. | Cím                                      | Rendező          | Író                          | Premier                             | Nézettség   |
| --- | --- | ---------------------------------------- | ---------------- | ---------------------------- | ----------------------------------- | ----------- |
| 51. | 1.  | A vörös asszony (The Red Woman)          | Jeremy Podeswa   | David Benioff és D. B. Weiss | 2016. április 24. 2016. április 25. | 7,94 millió |
| A Fekete Várban Ser Davos megtalálja Havas Jon holttestét, amelyet a vár még hűséges szolgálóival együtt óvni kezd. Melisandre mindezalatt hitét veszti a Fény Urában. Eközben Deresnél Sansa Stark és Theon Greyjoy elmenekülnek Ramsey uralma alól, de a Bolton-katonák mégis rájuk bukkannak. Tarth-i Brienne menti meg őket az újabb fogságba eséstől. Dorne-ban Ellaria meggyilkolja Doran herceget, miközben Jaime Lannister hazaérkezik Királyvárba lánya holttestével. Daenerys Targaryen a dothrakikat vezető Khal Moro fogságába esik. A Vörös Asszony felfedi valódi énjét. |     |                                          |                  |                              |                                     |             |
| 52. | 2.  | Otthon (Home)                            | Jeremy Podeswa   | Dave Hill                    | 2016. május 1. 2016. május 2.       | 7,29 millió |
| A Fekete Várban továbbra is nagy gondot okoz Havas Jon meggyilkolása. A Vadak megérkeztével megállítják Thorne-t és az Őrség további vezetőit, hogy betörjenek abba a szobába, ahol Jon testét őrzik. Deresben Walda megszüli Roose Boltonnal közös fiú gyermeküket, ám mikor ez Ramsey tudomására jut, meggyilkolja apját és újszülött testvérét. A Keskeny-tengeren túl Tyrion leszedi a láncokat a meereni katakombákban őrzött sárkányokról. Arya továbbra is Braavosban képzi magát. Ezalatt a Falon túl Bran Stark a Háromszemű Holló segítségével visszautazik a múltba, méghozzá régi otthonába, Deresbe. A Vörös Asszony a Fény Ura segítségével visszahozza Havas Jont a halálból. |     |                                          |                  |                              |                                     |             |
| 53. | 3.  | Az esküszegő (Oathbreaker)               | Dan Sackheim     | David Benioff és D. B. Weiss | 2016. május 8. 2016. május 9.       | 7,28 millió |
| Ser Davos és Melisandre a halálból visszatért Havas Jonnal beszélgetnek. Jon kivégzi azokat, akik részt vettek meggyilkolásában, majd elhagyja a Fekete Várat. Deresben Ramsey Bolton elé hurcolják a nemrég elfogott Rickon Starkot. Bran és a Háromszemű Holló továbbra is a múltat szemlélik; az Öröm Tornyánál járnak, ahol a fiatal Ned Stark azért harcol, hogy kimenekítse húgát, Lyannát a toronyból. A Háromszemű Holló megakadályozza, hogy Bran kövesse édesapját fel a toronyba. A Keskeny-tengeren túl Daenerys Targaryen megérkezik Vaes Dothrakba, ahol sorsáról döntenek majd. Braavosban a megvakult Arya Stark feladja régi életét, és újat kezd Senkiként. |     |                                          |                  |                              |                                     |             |
| 54. | 4.  | Az Idegen könyve (Book of the Stranger)  | Dan Sackheim     | David Benioff és D. B. Weiss | 2016. május 15. 2016. május 16.     | 7,82 millió |
| Brienne segítségével Sansa eljut a Fekete Várhoz, ahol hosszú idő után újra látja Havas Jont. Nem sokkal később levelet kapnak Ramsey-től, amelyben Deres jelenlegi ura arra buzdítja Jont, hogy foglalja vissza régi otthonát, és mentse meg Rickont. Királyvárban a Főveréb engedélyezi Margaery királynénak, hogy találkozzon testvérével, a továbbra is bebörtönzött Lorasszal. Cersei és Jaime összefognak Kevan Lannisterrel és Olenna Tyrell-lel, hogy kiszabadítsák a Tyrell testvéreket. Vaes Dothrakban Ser Jorah és Daario Naharis megtalálják Daeneryst, aki felgyújtja a Khalok templomát, és így elégeti az összes vezetőt. A Sárkányok Anyja sértetlenül jön ki a tűzből, kikiáltva magát a dothrakik új vezetőjének. |     |                                          |                  |                              |                                     |             |
| 55. | 5.  | Az ajtó (The Door)                       | Jack Bender      | David Benioff és D. B. Weiss | 2016. május 22. 2016. május 23.     | 7,89 millió |
| A Falon túl Bran Stark tudomást szerez a Mások eredetéről. Kíváncsisága miatt bajba kerül, miután látomásában az Éjkirály megérinti és megjelöli őt, így a Mások serege bármikor beléphet az eddig védett helyre. Meera és Hodor segítségével Bran elmenekül a Mások támadása közben. A Fekete Várban Havas Jon az északi házak újraegyesítését tervezi a Boltonok ellen. A Vas-szigeteken megválasztják Euron Greyjoyt, Theon és Yara nagybátyját királynak, aki előzőleg megölte apjukat, így a testvérpárnak nincs más lehetősége, mint nagybátyjuk flottáját eltulajdonítva elmenekülni otthonukból. A Keskeny-tengeren túl Tyrion és Varys egy vörös papnővel találkozik. Daenerys megparancsolja Jorah-nak, hogy épüljön fel a szürkehámból, és térjen vissza hozzá egészségesen. |     |                                          |                  |                              |                                     |             |
| 56. | 6.  | Vér a véremből (Blood of My Blood)       | Jack Bender      | Bryan Cogman                 | 2016. május 29. 2016. május 30.     | 6,71 millió |
| A Falon túl Bran és Meera sikeresen elmenekülnek a Mások elől, azonban tehetetlenek, amikor azok újra rájuk találnak. Bran nagybátyja, Benjen Stark menti meg őket az erdőben. Samwell Tarly Szegfűvel és Kicsi Sammel együtt megérkezik régi otthonába, Szarvhegyre. Sam úgy tervezte, hogy ott szállásolja el Szegfűt és kisfiát, de kíméletlen édesapja miatt végül meggondolja magát. Királyvárban Jaime Lannister és a Tyrell-sereg megpróbálkozik Margaery királyné kiszabadításával, de megtudják, hogy Tommen király már egyesítette a Hitet és a Koronát, ezáltal a Főveréb még nagyobb befolyást szerzett a város felett. A Keskeny-tengeren túl, Braavosban Arya Stark visszautasítja az Arcnélküli Ember egyik megbízását, és nem mérgezi meg a kiszemelt színésznőt. Daenerys Targaryan a Meerenbe vezető úton Drogon hátán bátorítja az újonnan meghódított khalasarját.                                        |     |                                          |                  |                              |                                     |             |
| 57. | 7.  | A megtört férfi (The Broken Man)         | Mark Mylod       | Bryan Cogman                 | 2016. június 5. 2016. június 6.     | 7,80 millió |
| Sandor Clegane, a Véreb békepárti közösségben éli napjait Ray testvér vezetésével, aki meggyógyította a súlyos sebeket szerző Vérebet. A csoportot azonban kegyetlenül lemészárolják, így a Véreb régi önmagához visszatérve bosszút forral. Északon Havas Jon, Sansa Stark és Tengerjáró Davos elindul, hogy maguk mellé állítsák azokat a házakat, amelyek szerintük még hűségesek a Starkokhoz, de nem járnak sikerrel. Királyvárban Margaery meggyőzi nagyanyját, Lady Olennát, hogy hagyja el a fővárost. Cersei Lannister Olenna segítségét kéri a Hit harcosainak legyőzésében, de az idős hölgy visszautasítja. Jaime Lannister a Folyóvidékre érkezik, ahol a Fekete Hal visszafoglalta Zúgó várát. Braavosban Arya helyet foglal magának egy Westerosba tartó hajón, de kiképzője rátalál és megsebesíti a lányt, miután az nem teljesítette küldetését. Arya elmenekül, és a városban próbál menedéket találni.    |     |                                          |                  |                              |                                     |             |
| 58. | 8.  | Senki (No One)                           | Mark Mylod       | David Benioff & D. B. Weiss  | 2016. június 12. 2016. június 13.   | 7,60 millió |
| Braavosban Arya Stark megöli az őt megsebesítő Árvát, és elviszi arcát Jaqen templomába. Kijelenti az Arcnélkülinek, hogy az ő neve Arya Stark, és vissza fog térni Westerosba. Brienne Sansa kérésére Zúgóba érkezik, hogy meggyőzze a Fekete Halat, hogy segítse családját Északon, de a küldetés kudarcba fullad. Jaime átadja a Fekete Hal unokaöccsét, Edmure Tallyt a várban lévőknek, de ő, mint a Tally-ház ura megparancsolja embereinek, hogy adják meg magukat a Lannisterek előtt. Királyvárban Cersei bajba kerül, miután kiderül, hogy fia, a király eltörölte a párbaj általi ítéletet. Daenerys Targaryen visszaérkezik Meerenbe, amelyet éppen Yunkai, Astapor és Volantis mesterei akarnak visszafoglalni. Sandor Clegane összetalálkozik a Lobogó Nélküli Testvériséggel, akik arra biztatják a Vérebet, hogy csatlakozzon hozzájuk.                                                                       |     |                                          |                  |                              |                                     |             |
| 59. | 9.  | Fattyak csatája (Battle of the Bastards) | Miguel Sapochnik | David Benioff & D. B. Weiss  | 2016. június 19. 2016. június 20.   | 7,66 millió |
| Északon Havas Jon és Ramsey Bolton seregei összecsapnak, hogy óriási és véres csata után eldöntsék Deres sorsát. A Boltonok leverik Jon seregének nagy részét, így Jonék vesztésre állnak. Sansa Stark azonban a csata közepette megérkezik a Kisujj által vezetett Völgy lovagjaival, így végleg eldöntve a csata kimenetelét. Ramsey visszamenekül Deres falai mögé, de Jon serege végül sikeresen betör, és legyőzik Ramsey-t. Lord Boltont elfogják és ketrecbe zárják, ahol széttépetik saját kutyáival. Meerenben Daenerys nem adja meg magát a mestereknek. Drogon hátán elrepül és felégeti a mesterek hajóhadát, végérvényesen legyőzve őket. Yara és Theon Meerenbe érkezik, hogy flottájukat felajánlva szövetséget kössenek a Sárkánykirálynővel. |     |                                          |                  |                              |                                     |             |
| 60. | 10. | Északi szelek (The Winds of Winter)      | Miguel Sapochnik | David Benioff & D. B. Weiss  | 2016. június 26. 2016. június 27.   | 8,89 millió |
| Királyvárban a tárgyalás alkalmából a Hét előtt összegyűlik a város számos fontos vezetője Baelor Nagy Szentélyében. Cersei Lannister tudomást szerezve az Őrült Király által telepített futótűz létezéséről az egész szentélyt porig égeti, így egy csapásra megszabadulva a Főverébtől és a Tyrell családtól. Tommen király, feleségének halála láttán öngyilkosságot követ el. Cersei átveszi a hatalmat és elfoglalja a Vastrónt. Arya Stark megkezdi bosszúállását, miután meggyilkolja az Ikrekben Walder Freyt. Deresben Észak urai kikiáltják Havas Jont Észak Királyának. Bran Stark visszatér a múltba az Öröm Tornyához, ahol megtudja, hogy Jon valójában Ned Stark húgának, Lyannának a fia. Samwell Tarly megérkezik Fellegvárba, ahol mesternek fog tanulni. Eközben Essosban Daenerys, Tyrion, Missandei és Varys a Greyjoy-, a Tyrell- és a Martell-házak flottáinak támogatásával elindulnak Westeros felé. |     |                                          |                  |                              |                                     |             |